# Silberfalke
Der Silberfalke (Falco hypoleucos) ist ein seltener, mittelgroßer Vogel aus der Familie der Falkenartigen (Falconidae). Er bewohnt aride und semiaride Gebiete Australiens.

## Beschreibung
Silberfalken sind mittelgroße, gedrungene Falken. Mit einer Körperlänge von 33 bis 43 cm sind sie etwas größer als die kleinen Buntfalken und etwas kleiner als die Weibchen des Wanderfalken. Männliche Tiere haben eine Flügelspannweite von 75 bis 85 cm, weibliche 95 bis 100 cm. Er hat lange, spitze Flügel, sein Schnabel ist kurz und kraftvoll und mit jeweils einem ausgeprägten Falkenzahn an jeder Seite versehen. Der Silberfalke ist in jedem Alter größtenteils grau gefärbt und mit einer feinen Strichelung, die nur aus der Nähe erkennbar ist. Seine Oberseite ist blaugrau, die Unterseite weißlich grau, Kehle und Untersteiß sind weiß. Der Oberkopf ist etwas dunkler. Die Handschwingen sind schwärzlich, die Steuerfedern grau und fein gebändert mit einem breiten, dunkleren subterminalem Band und weißlichen Spitzen.
Die Iris des Falken ist braun. Bei adulten Tieren ist die Nasenwachshaut und die nackte Haut um die Augen sowie der Schnabel orange-gelb, bei Jungtieren sind die Nasenwachshaut und die nackte Haut um die Augen blaugrau. Die Beine adulter Silberfalken sind leuchtend gelb, die der Jungtiere matter.

## Verbreitung
Der Silberfalke ist in ariden und semiariden Teilen Australiens inklusive des Murray-Darling-Beckens, des Lake Eyre Einzugsgebietes, Central Australia und Western Australia verbreitet. Hauptsächlich bewohnt er Gebiete mit einer jährlichen Niederschlagshöhe von weniger als 500 mm. Immature Vögel scheinen außerhalb der Brutzeit regelmäßig in Nördliche- und in Küstengebiete zu ziehen. In Western Australia kommt der Silberfalke südlich von 26° Geographische Breite nicht vor, im Bundesstaat Victoria ist er ein extrem seltener Irrgast.

## Lebensraum und Lebensweise

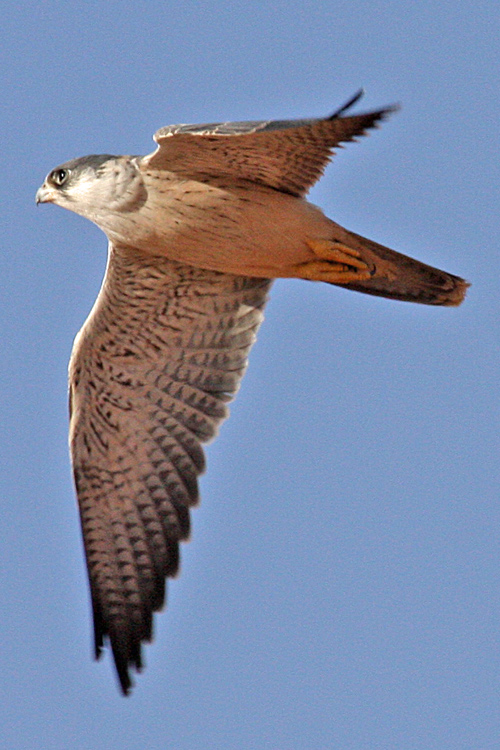
Silberfalke im Flug

Silberfalke leben in Halbwüsten, Gras- und Buschland und in den Bäumen an Flussufern. Sie kommen in Höhen bis 1000 m in ariden Gebieten und manchmal in feuchtem, offenem Gelände vor.

### Fortpflanzung
Seine Nester befinden sich in Höhen von 9 bis 26 Metern. Allerdings übernimmt er oft verlassene Nester von anderen Arten (z. B.: von Krähen- oder Greifvögeln) und polstert sie mit weichem Material aus. Das Gelege besteht aus 2–4 Eiern. Die Brutzeit beträgt 35 Tage und die Nestlingsperiode 41–52 Tage.

### Ernährung
Silberfalken ernähren sich von Vögeln, hauptsächlich von Tauben und Papageien, von kleinen Säugetieren, Eidechsen und großen Insekten. Auch Aas wird gefressen. Silberfalken jagen in schnellem, niedrigem Flug oder gleiten von einem Ansitz um Nahrung am Boden zu erbeuten.

## Bestand und Gefährdung
Das Verbreitungsgebiet des Silberfalken ist sehr groß, die Bestandsdichte jedoch sehr gering. Der Bestand wird auf weniger als 1000 geschlechtsreife Vögel geschätzt. Sein Lebensraum und seine Nistplätze sind durch Überweidung und durch die Abholzung offener Wälder bedroht. Die Verfügbarkeit von Nistplätzen, insbesondere im baumarmen Landesinnern, könnte ein limitierender Faktor für den Bestand sein, vor allem dort, wo eingeführte Beweidung die Regeneration der Bäume verhindert. Seine Eier sind von Eiersammlern gefragt. Eier und Jungvögel werden möglicherweise für die Falknerei entnommen. Die International Union for Conservation of Nature and Natural Resources (IUCN) stuft die Art inzwischen wieder als gefährdet (Vulnerable, VU) ein.